# Pievescola
Pievescola (già Pieve Ascola o Pieve a Scola) è una frazione del comune italiano di Casole d'Elsa, nella provincia di Siena, in Toscana.

## Storia
La tradizione fa risalire la fondazione del borgo all'XI secolo, quando la contessa Ava dei Lambardi di Staggia, o Ava di Montemaggio, fece qui erigere la pieve di San Giovanni Battista. Il primo documento risale all'anno 1030, dove si legge della donazione di Guido, vescovo di Volterra, di alcuni beni all'abbazia di San Giusto, che comprendevano anche le proprietà nei distretti di Pieve a Scola («Pieve ad Scholam») e la villa di Lestinne (Le Stine). Il toponimo Scola induce a pensare che alla pieve dovesse essere affiancata una scuola di lettere o di canto fermo.
La pievania di Pievescola è una delle più antiche parrocchie della diocesi di Volterra. Nel 1356 estendeva la sua giurisdizione anche su Pietralata, Gallena, Simignano, Cotorniano, oltre che sui perduti borghi di Calicciano, Fiaperto e Vergene.
Pievescola contava 201 abitanti nel 1833.

## Monumenti e luoghi d'interesse
- Pieve di San Giovanni Battista
- Villa La Suvera